# Gloria Burgos
Gloria Burgos, född 28 januari 1970, är en friidrottare från Bolivia. Hon deltog vid olympiska sommarspelen 1992.